# Троїцьке (Тюльганський район)
Тро́їцьке (рос. Троицкое) — село у складі Тюльганського району Оренбурзької області, Росія.

## Населення
Населення — 1096 осіб (2010; 1234 у 2002).
Національний склад (станом на 2002 рік):
- росіяни — 91 %